# フェイシング・ザ・ジャイアント
『フェイシング・ザ・ジャイアント』（原題: Facing the Giants）は、2006年のアメリカ映画。2006年にアレックス・キンドリックによって作られた、キリスト教系ヒューマンドラマである。出演者はシャーウッド・パプティスト教会のボランティア達で成り立っており、負けてばかりの高校のアメリカン・フットボールチームをキリスト教の世界観から見ている。日本では劇場公開されずビデオスルーになった。

## ストーリー
平凡な記録しか持たない高校のアメリカン・フットボールコーチの物語である。
コーチであるテイラーには、試合や練習以外にも様々な問題が立ちふさがる。
彼は、新たなコーチ哲学として、結果はどうあれ神を賛美すると決め、選手各々が勝利のために最大限の努力をするように求める。そうすれば神が彼らに勝利への道を指し示してくださると教え、また選手もコーチの期待に応えようとする。

## キャスト
| 役名                      | 俳優                       |
| ------------------------- | -------------------------- |
| グラン・テイラー          | アレックス・ケンドリック   |
| ブルック・テイラー        | シャナン・フィールズ       |
| マット・プレイター        | ジェームズ・ブラックウェル |
| デイビット・チルダース    | ベイリー・ケイヴ           |
| ラリー・チルダース        | スティーブ・ウイリアムス   |
| ブレイディ・オーエンズ    | トレイシー・グッド         |
| ボビー・リー・デューク    | ジム・マクブライド         |
| ジョナサン・ウエストン    | トミー・マクブライド       |
| ブロック・ケリー          | ジェイソン・マクラウド     |
| J.T. ホーキンス・ジュニア | クリス・ウィリス           |
| ブリッジズ氏              | レイ・ウッド               |
| アリシア・ヒューストン    | エリン・ベセア             |